# Chiesa di Sant'Egidio (Giuncarico)
La chiesa di Sant'Egidio è un luogo di culto cattolico situato a Giuncarico, nel comune di Gavorrano, in provincia di Grosseto.

## Storia e descrizione
La chiesa risale alla prima metà del XIII secolo, anche se l'attuale edificio è stato radicalmente ristrutturato nel corso dei secoli.
Il campanile è quattrocentesco. Intorno al 1930 è stata eretta la facciata a capanna con una bifora ed il coronamento ad archetti pensili. L'interno a navata unica è arredato da altari tardo-barocchi in gesso e stucco.
Il dipinto con la Madonna del Rosario con Santa Caterina da Siena e San Domenico è ascrivibile all'ambiente senese della prima metà del Settecento.